# Caso da Cidade dos Meninos
O caso da Cidade dos Meninos refere-se às centenas de toneladas de produtos cancerígenos que foram deixadas na década de 1960 pelo governo federal do Brasil no bairro da Cidade dos Meninos, em Duque de Caxias.
Remontando à época do Governo Vargas, o orfanato que havia sido criado no local chegou a abrigar mais de 1.200 órfãos. Contudo, no mesmo ano da inauguração do orfanato, o Ministério da Saúde e Educação instalou no mesmo local o Instituto de Malariologia em oito pavilhões que estavam desocupados. O propósito era o de que, ao menos inicialmente, apenas pesquisas sobre malária fossem realizadas no local. Três anos depois, todavia, as instalações passaram a ser usadas para produzir inseticidas organoclorados, como o HCH e o DDT – atualmente proibidos em todo o território nacional – para matar o mosquito que transmite a malária.

## Contexto
Inicialmente, a Cidade dos Meninos era um complexo composto por moradias e escolas, fixado no município de Duque de Caxias no estado do Rio de Janeiro, idealizado em 1943 por Darcy Vargas para amparar meninas carentes da região. Em 1946, na presença de novos governantes, o complexo foi transferido para a Fundação Abrigo Cristo Redentor, passando a acolher apenas meninos e, posteriormente, aceitando ambos os sexos. A região era uma zona endêmica da malária e por esse motivo, em 1949, Mário Pinotti, diretor do antigo Serviço Nacional de Malária do Ministério da Educação e Saúde, solicitou o uso de metade da Cidade dos Meninos para instalar o Instituto de Malariologia. Ele conseguiu, inicialmente, oito pavilhões. Naquele mesmo ano, um químico holandês chamado Henk Kemp, detentor do processo industrial de fabricação de hexaclorociclohexano (HCH) visitando a Cidade dos Meninos, sugeriu a Mário Pinotti que ali se produzisse o vulgarmente denominado "pó-de-broca". Em 1960 a fábrica encerrou suas atividades devido a um funcionamento antieconômico, deixando cerca de 300 toneladas de material tóxico que foi disseminado na localidade.
O solo contaminado, por exemplo, foi utilizado para aterrar a estrada principal que atravessa a Cidade dos Meninos, a contaminação era encontrada nos terrenos vizinhos a antiga Fábrica, o gado pastava em área contaminada produzindo leite contaminado. Além disso, segundo depoimentos de moradores da Cidade dos Meninos, do fechamento da fábrica até o ano de 1989, o “pó de broca” era comercializado livremente nas feiras e utilizado para combater cupins, ratos e até piolhos, neste caso sendo aplicado diretamente no couro cabeludo das crianças. O caso foi descoberto apenas em 1989 após denúncias e reportagens.